# أنجيلو هندرسون
أنجيلو هندرسون (بالإنجليزية: Angelo Henderson)‏ هو صحفي أمريكي، ولد في 1962، وتوفي في 15 فبراير 2014.